# Чемпіонат України з регбі 2017
Чемпіонат України 2017 року з регбі-15.

## Суперліга
Чемпіонат України 2017 року з регбі-15 серед чоловіків розіграли 10 команд, які провели турнір у двох групах у два кола від 29 квітня до 24 вересня.
Після цього по три кращі команди з кожної групи за кубковою системою визначили володарів 1—6 місця до 8 жовтня.

### Учасники
Команди: «Олімп» (Харків), «Росомахи-Політехнік» (Київ), «Ребелс» (Київ), «Дніпро» (Дніпро), «Гірник-ПАТ КЗРК» (Кривий Ріг), «Поділля» (Хмельницький), «Антарес» (Київ), «Сокіл» (Львів), «Верес» (Рівне), «Роланд» (Івано-Франківськ).

### Група «Схід»
| М | Команда                        | В | Н | П | Р:О     | Б  | Очки |
| - | ------------------------------ | - | - | - | ------- | -- | ---- |
| 1 | «Олімп» (Харків)               | 8 | 0 | 0 | 738:20  | +8 | 40   |
| 2 | «Росомахи-Політехнік» (Київ)   | 6 | 0 | 2 | 308:181 | +6 | 30   |
| 3 | «Ребелс» (Київ)                | 3 | 0 | 5 | 176:360 | +1 | 13   |
| 4 | «Дніпро» (Дніпро)              | 2 | 0 | 6 | 95:400  | +1 | 9    |
| 5 | «Гірник-ПАТ КЗРК» (Кривий Ріг) | 1 | 0 | 7 | 109:465 | +2 | 6    |

### Група «Захід»
| М | Команда                     | В | Н | П | Р:О     | Б  | Очки |
| - | --------------------------- | - | - | - | ------- | -- | ---- |
| 1 | «Поділля» (Хмельницький)    | 8 | 0 | 0 | 321:76  | +7 | 39   |
| 2 | «Сокіл» (Львів)             | 6 | 0 | 2 | 226:95  | +4 | 28   |
| 3 | «Антарес» (Київ)            | 4 | 0 | 4 | 189:157 | +2 | 18   |
| 4 | «Верес» (Рівне))            | 1 | 0 | 7 | 87:335  | -1 | 3    |
| 5 | «Роланд» (Івано-Франківськ) | 1 | 0 | 7 | 84:244  | -4 | 0    |

### 1/4 фіналу
24 вересня 2017 року:
«Росомахи-Політехнік» (Київ) — «Антарес» (Київ) 3:15
30 вересня 2017 року:
«Сокіл» (Львів) — «Ребелс» (Київ) 57:32

### 1/2 фіналу
1 жовтня 2017 року:
«Поділля» (Хмельницький) — «Антарес» (Київ) 33:6
«Олімп» (Харків) — «Сокіл» (Львів) 30:0

### Фінальний етап
8 жовтня 2017 року у м. Києві, стадіон «Спартак»:
за 5-е місце: «Росомахи-Політехнік» (Київ) — «Ребелс» (Київ) 30:0
за 3-є місце: «Антарес» (Київ) — «Сокіл» (Львів) 15:8
за 1-е місце: «Олімп» (Харків) — «Поділля» (Хмельницький) 34:8